# Las Alpujarras (fromage)
Le queso de las Alpujarras (en français : fromage des Alpujarras) est un fromage à pâte pressée élaboré avec du lait de chèvre dans la partie orientale de l'Andalousie, en Espagne. Il tire son nom des Alpujarras, région qui correspond au flanc sud de la Sierra Nevada, dans les provinces de Grenade et d'Almería. Il peut être consommé frais ou après maturation. Il se vend généralement sous une forme cylindrique, de 500 g à 1 kg quand il est frais, et jusqu'à 2 kg après maturation. 